# La Passione
La Passione is een in 2003 opgericht Vlaams orkest met thuisbasis in de stad Lier, in de Belgische provincie Antwerpen. 
Het orkest, onder de artistieke leiding van Vera Van Eyndhoven en Geert Hendrix, kan qua bezetting variëren van een strijkersensemble tot een groot symfonisch orkest. Het orkest werkt vaak samen met de koren HELICON en deChORALE 
La Passione is gezelschap in residentie van de Stedelijke Academie voor Muziek, Woord en Dans in Lier.